# دارجلینگ محدود
«دارجلینگ محدود» (انگلیسی: The Darjeeling Limited) فیلمی در ژانر کمدی-درام به کارگردانی وس اندرسن است که در سال ۲۰۰۷ منتشر شد.

## خلاصه فیلم
سه برادر آمریکایی که یک سال است با هم صحبت نکرده‌اند، تصمیم می‌گیرند با هم با قطار به سراسر هند سفر کنند، تا دوباره پیوند برادری‌شان را مثل گذشته محکم سازند…

## بازیگران
- اوون ویلسون
- آدرین برودی
- آنجلیکا هیوستون
- جیسون شوارتزمن
- ناتالی پورتمن
- عرفان خان
- باربت شرودر
- بیل مری
- آمارا کاران